# Río Araquil
Río Araquil (baskiska: Arakil erreka) är ett vattendrag i Spanien. Det ligger i provinsen Provincia de Navarra och regionen Navarra, i den nordöstra delen av landet, 300 km nordost om huvudstaden Madrid.